# Quebrada de Humahuaca
Quebrada de Humahuaca (španjolski za Puknuće kod Humahuaca) je uska planinska dolina u sjeverozapadnoj argentinskoj pokrajini Juyuy. Duga je oko 150 km i pruža se od sjevera prema jugu, okružena sa sjeverozapada granicama najduže svjetske visoravni, Altiplano, s istoka pod-andskim planinama i s juga "toplim dolinama" (Valles Templados). Kroz nju svakog ljeta obilno protječe rijeka Grande (Río Grande), koja presuši svake zime. 
Quebrada de Humahuaca svoj naziv duguje španjolskom izrazu za planinski procjep quebrada ("slomljeno"), ali i obližnjem starom malom gradu Humahuaca. Naime, ovaj planinski procjep je oduvijek služio kao raskršće gospodarske, društvene i kulturne razmjene ovog dijela Južne Amerike. Zbog toga je 172.116 ha Quebrade de Humahuaca upisano na UNESCO-ov popis mjesta svjetske baštine u Americi 2003. godine.

## Povijest
Naselili su je polunomadski lovci-sakupljači još prije 10.000 godina, o čemu postoje značajni arheološki nalazi. Cijelom dolinom su raštrkani opsežni ostaci uzastopnih naselja čiji su stanovnici stvarali i koristili mnoge staze koje spajaju šumovita područja na sjeveru s dolinama na jugu. Prve su bile prapovijesne lovačko-sakupljačke i rane poljoprivredne zajednice (9000. pr. Kr.-400.), od kojih su do sada pronađena 26 arheoloških lokaliteta u stjenovitim zaklonima i špiljama. Njih su naslijedile organizirane poljoprivredne zajednice (400. – 900.) i na kraju napredni pretkolumbovski gradovi i sela (900. – 1430./80.). Najznačajniji su ostaci kamenih poljoprivrednih terasastih polja kod mjesta Coctaca, za koje se vjeruje kako su stari oko 1500 godina, a još uvijek su u uporabi. Ona su povezana s utvrđenim naseljima (pucaras) i zajednički tvore dramatičan krajolik bez premca u Južnoj Americi.
Put Inka (Camino Inca), glavni kulturni put koji je prolazio ovom dolinom za vrijeme Inka Carstva (1430./80. – 1535.), je pratio rijeku Grande od njenog izvora na hladnim visoravnima Anda sve do njenog ušća u rijeku Leone (Rio Leone) 150 km južnije. 
Tijekom španjolske kolonizacije (1535./93. – 1810.) ovuda je prolazio važan put koji je povezivao Potkraljevstvo Río de la Plata i Potkraljevstvo Peru. Od njega su sačuvane stare staze, kamenom obloženi putovi, tračnice i na kraju asfaltom popločane ceste. Na njemu su nikli mnogi španjolski gradovi i sela. Njihove crkve i kapele živahno predstavljaju autohtonu narodnu graditeljsku baštinu.
Na koncu, ovaj prolaz je odigrao i važnu povijesnu ulogu tijekom Rata za neovisnost Latinske Amerike u 19. i 20. stoljeću.
- Litice klanca rijeke grande
- Tilcara
- Pucará de Tilcara
- Quebrada de Humahuacas kod Purmamarca
- Brdo sedam boja (Cerro de los Siete Colores) kod Purmamarce

## Vanjske poveznice
- službena web-stranica (šp.)
- Općinske stranice (šp.)
- Fotografije i povijest  Arhivirana inačica izvorne stranice od 21. rujna 2009. (Wayback Machine) (engl.)